# مافا حابله
مافا حابله (الروسية: Мафэхабль) هي منطقة ريفية شركسية قرب مايكوب في جمهورية أديغيا في روسيا الإتحادية. اعتبارًا من عام 2018، بلغ عدد سكانها 140 نسمة.